# Wohn- und Geschäftshaus Friedrich-Ebert-Straße 39
Das Wohn- und Geschäftshaus Friedrich-Ebert-Straße 39 im niedersächsischen Nordenham im Landkreis Wesermarsch stammt vom Anfang des 20. Jahrhunderts.

Aktuell (2023) wird es als Wohn- und Geschäftshaus, seit 1978 durch einen Optikerladen, genutzt.
Das Gebäude steht unter Denkmalschutz (siehe auch Liste der Baudenkmale in Nordenham).

## Beschreibung
Das zweigeschossige giebelständige verputzte Gebäude vom Bautyp Oldenburger Hundehütte, mit Satteldach, geschossteilendem Gesims, gerahmten Fenstern im OG und darüber horizontales Teilgesims, wurde um 1900 gebaut.
Das Landesdenkmalamt befand zur Bedeutung: „… Teil einer Gruppe baulicher Anlagen …“ zu der die Gebäude Friedrich-Ebert-Straße Nr. 36, 39 und 41 sowie 45, 45B und 46 gehören.